# Gora Mingbulak
Gora Mingbulak är ett berg i Kazakstan, på gränsen till Uzbekistan. Det ligger i den södra delen av landet, 1 100 km söder om huvudstaden Astana. Toppen på Gora Mingbulak är 2 803 meter över havet.
Terrängen runt Gora Mingbulak är huvudsakligen bergig, men den allra närmaste omgivningen är kuperad. Gora Mingbulak är den högsta punkten i trakten. Runt Gora Mingbulak är det ganska glesbefolkat, med 34 invånare per kvadratkilometer. Trakten runt Gora Mingbulak består i huvudsak av gräsmarker.